# Carmen Tur Melchor
Carmen Tur Melchor (la Vall d'Uixó, Plana Baixa, 11 d'agost de 1900 - 10 de juny de 1943), coneguda popularment com La Catxapa, fou una cantant d'òpera valenciana.
Era filla de Manuel Tur (Manuelet de Canya), el cantador d'albades i jotes de més prestigi de la comarca que va influir en l'afició per la música de la seua filla. Mossén Francisco Penyarroja, titular de la càtedra d'Harmonia del Conservatori de València, descobrí a l'església de la Vall la qualitat de la veu d'aquesta jove que cantava a la sabatina i convencé la seua mare perquè es formara al Conservatori de València amb Lamberto Alonso. Cursà estudis de cant, música i declamació a partir del curs 1913-1914 i rebé el premi extraordinari fi de carrera el 1918.
Actuà al Teatre Russafa de València amb La Sonàmbula de Bellini, obra que havia estat triada l'any anterior per la coneguda i admirada Clara Panach. Des d'aleshores començà una rivalitat entre ambdues, marcada pels admiradors d'una o d'altra cantant, que discutien acaloradament sobre les qualitats de les dues artistes.
Malgrat la seua formació musical i el gust per l'òpera, no deixà d'interpretar les sarsueles que tant agradaven als aficionats vallencs: Maruxa, El gato montés, Juegos Malabares, La canción del Olvido, etc. Diverses actuacions a La Vall, l'any 1919, i a València, li donaren fama i grans satisfaccions. A València, al Teatre de la Princesa, interpretà En Sevilla está el amor, sarsuela formada pels números més coneguts de l'òpera de Rossini Il barbiere di Siviglia adaptats a la tipologia sarsuelística. Els bisos foren tan nombrosos que hagué d'interpretar, a més, fragments de La flauta màgica, de Mozart, variacions d'El Carnaval de Venècia, L'Ave Maria de Gounod, etc., peces que encara feren gaudir més a un públic entregat a la jove soprano.
Fou contractada per la companyia lírica de Federico Caballé i Amparo Sans, amb la qual recorregué les principals ciutats i teatres espanyols encapçalant la companyia.
Segons els crítics, les seues qualitats vocals eren extraordinàries: una veu harmoniosa i clara que abastava tota la gamma de tonalitats, des del so contralt fins als elevats aguts de la soprano lleugera, a més d'una clara dicció. Actuà als teatres més famosos d'Espanya: a Barcelona, Bilbao, Sevilla, Madrid, sempre acompanyada de la seua mare. Compartí cartell amb Pablo Gorgé, Sagi-Barba, Emilio Vendrell, entre d'altres. La seua fama traspassava fronteres quan li proposaren una gira per Itàlia que ella no acceptà. L'ambient de fora de l'escenari no s'adeia amb el seu caràcter tímid i seriós, així ho confessà en diverses ocasions.
En casar-se, amb Vicente R. Porcar Ribelles, abandonà la seva carrera professional per tornar a la Vall i dedicar-se a la família: tingué tres fills, Vicente, Cosuelo i Carmen. Els vallencs, reconeguts amants de la música, esperaven que Carme cantàs en sa casa mentre exercia de mestressa per gaudir-la des del carrer i oferir-li tota la seua admiració i estima amb grans aplaudiments.
Va ser diagnosticada d'una greu malaltia de ben jove. Passada la Guerra Civil i havent perdut tots els seus records materials de l'època del cant i els escenaris, junt amb la seua casa, tingué una forta recaiguda de la malaltia. Estesa al llit, dia sí i dia també, molt dèbil, tragué forces per fer la que fou la seua última actuació pública. Cantà l'Ave Maria de Charles Gounod a la seua Verge del Carme el juliol del 1942. Qui encara viu i recorda el moment, assegura que l'església era plena com mai en la vida, i La Tur, o «La Caxapa», com se l'anomenava al poble, cantà amb la gràcia i seguretat de sempre. Sols els que més la coneixien sabien que era un comiat.
El 10 de juny de 1943, la veu de Carmen Tur s'apagava poc abans dels seus quaranta-tres anys.
Quan l'Ajuntament de la Vall d'Uixó adquirí l'antic cinema España el reconvertí en teatre amb el nom «Teatre Municipal Carmen Tur».